# Chrysodeixis
Chrysodeixis is een geslacht nachtvlinders uit de Noctuidae.
De wetenschappelijke naam is een samenvoeging van de Griekse woorden khrusos (goud) en deixos (uitstalling) en verwijst naar de metaalkleurige tekening op de voorvleugels.

## Soorten
- Chrysodeixis acuta (Walker, [1858])
- Chrysodeixis argentifera (Guenée, 1852)
- Chrysodeixis celebensis Dufay, 1974
- Chrysodeixis chalcites (Turkse uil) (Esper, 1789)
- Chrysodeixis chrysopepla Ronkay, 1989
- Chrysodeixis dalei (Wollaston, 1879)
- Chrysodeixis diehli Dufay, 1982
- Chrysodeixis dinawa (Bethune-Baker, 1906)
- Chrysodeixis eriosoma (Doubleday, 1843)
- Chrysodeixis goergneri Behounek & Ronkay, 1999
- Chrysodeixis heberachis (Strand, 1920)
- Chrysodeixis illuminata (Robinson, 1968)
- Chrysodeixis imitans Behounek & Ronkay, 1999
- Chrysodeixis includens (Walker, [1858])
- Chrysodeixis kebea (Bethune-Baker, 1906)
- Chrysodeixis kebeana (Bethune-Baker, 1906)
- Chrysodeixis keili Behounek & Ronkay, 1999
- Chrysodeixis luzonensis (Wileman & West, 1929)
- Chrysodeixis maccoyi Holloway, 1977
- Chrysodeixis minutoides Holloway, 1985
- Chrysodeixis minutus Dufay, 1970
- Chrysodeixis papuasiae Dufay, 1970
- Chrysodeixis permissa (Walker, 1858)
- Chrysodeixis plesiostes Dufay, 1982
- Chrysodeixis politus Dufay, 1970
- Chrysodeixis similaris Behounek & Ronkay, 1999
- Chrysodeixis similis Behounek & Ronkay, 1999
- Chrysodeixis subsidens (Walker, 1858)
- Chrysodeixis taiwani Dufay, 1974